# 45 Years
45 Years is een Britse film uit 2015, geschreven en geregisseerd door Andrew Haigh. De film ging in première op 6 februari op het Internationaal filmfestival van Berlijn 2015 in de competitie voor de Gouden en Zilveren Beer.

## Verhaal
Een week voor hun 45ste huwelijksverjaardag is Kate Mercer bezig met de voorbereidingen van het feest. Haar man ontvangt een brief dat het lichaam van zijn vroegere vriendin is gevonden. Zij overleed vijftig jaar geleden na een ongeval in de Zwitserse Alpen en nu pas werd haar bevroren lichaam, goed gepreserveerd in het ijs, teruggevonden. Haar man Geoff trekt zich daardoor meer en meer terug in het verleden wat leidt tot jaloezie van Kate. Terwijl de voorbereidingen voor het feest verdergaan, wordt hun relatie steeds moeilijker.

## Rolverdeling
| Acteur             | Personage                   |
| ------------------ | --------------------------- |
| Charlotte Rampling | Kate Mercer                 |
| Tom Courtenay      | Geoff Mercer                |
| Geraldine James    | Lena                        |
| Dolly Wells        | Sally                       |
| David Sibley       | George                      |
| Sam Alexander      | Chris de postbode           |
| Richard Cunningham | Mr. Watkins                 |
| Rufus Wright       | Jake                        |
| Hannah Chalmers    | Reisbureauverantwoordelijke |
| Camille Ucan       | Serveerster                 |

## Prijzen en nominaties
| jaar | prijs                                   | categorie                        | genomineerde(n)    | uitslag     |
| ---- | --------------------------------------- | -------------------------------- | ------------------ | ----------- |
| 2015 | Internationaal filmfestival van Berlijn | Zilveren Beer voor beste actrice | Charlotte Rampling | Gewonnen    |
| 2015 | Internationaal filmfestival van Berlijn | Zilveren Beer voor beste acteur  | Tom Courtenay      | Gewonnen    |
| 2016 | Academy Awards                          | Beste actrice                    | Charlotte Rampling | Genomineerd |